# Fritz Reuter (Geologe)
Fritz Hermann Gottfried Reuter (* 15. Mai 1925 in Tarthun; † 23. April 1994) war ein deutscher Geologe und Hochschullehrer.

## Leben
Reuter legte 1943 in Egeln das Abitur ab und wurde dann gleich zum Militärdienst einberufen. Die Zeit von 1945 bis 1947 verbrachte er in Kriegsgefangenschaft, danach arbeitete er in verschiedenen Bergwerken. 1948 trat er in die SED ein und begann ein Studium der Geologie an der Martin-Luther-Universität Halle-Wittenberg. Im Jahr 1953 erwarb er das Diplom und trat eine Stelle beim Geologischen Dienst Halle an. 1956 wurde er stellvertretender Leiter, 1958 übernahm er die Leitung des Geologischen Dienstes Jena. Im gleichen Jahr wurde er in Halle zum Dr. rer. nat. promoviert. Von 1960 bis 1967 führte er die Arbeitsgruppe Ingenieurgeologie des Zentralen Geologischen Institutes der DDR. Gleichzeitig leitete er die DDR-Delegation  einer Arbeitsgruppe des RGW zur Erarbeitung von Standards und Klassifikationen für die ingenieurgeologische Kartierung.
1967 ging Fritz Reuter an die Bergakademie Freiberg. Am 1. September 1969 wurde er zum ordentlichen Professor für Ingenieurgeologie berufen. 1978 absolvierte er in Freiberg die Promotion B zum Dr. sc. nat., im Jahr 1990 trat er in den Ruhestand.
Fritz Reuter starb 1994. Sein Grab befindet sich auf dem Freiberger Donatsfriedhof. 1995 wurde er postum mit dem Karl-Heinrich-Heitfeld-Preis geehrt.

## Veröffentlichungen (Auswahl)
- Das Unterdevon und das untere Mitteldevon südlich des Elbingeröder Komplexes, Dissertation, 1958
- Ingenieurgeologie, 1962
- Ingenieurgeologische Beurteilung und Klassifikation von Auslaugungserscheinungen (Hinweise für das Bauen in auslaugungsgefährdeten Gebieten), 1962
- Die regionalgeologische Stellung der Flechtingen-Roßlauer Scholle, 1964
- Ingenieurgeologisches Wörterbuch, 1964
- Die ingenieurgeologischen Eigenschaften der wichtigsten Lockergesteine der DDR unter Berücksichtigung ihrer Genese und physikalischen Kennzahlen, 1966
- Elektrochemische Bodenvergütung. Bergbau – Bauwesen, 1974
- Experimentell gestützte Optimierungsverfahren in der Injektionstechnik, 1977
- Das Karstproblem in der Ingenieurgeologie. Beitrag zu einer Erkundungs- und Forschungskonzeption mit Beispielen zur mathematisch-physikalischen Modellierung und Beschreibung ingenieurgeologischer Verhältnisse in Karstgebieten. Dissertation B, 1977
- Ingenieurgeologisch-strukturgeologische Grundlagen zur Beschreibung von Objekten des Sulfat- und Chloridkarstes, 1980
- Bauen und Bergbau in Senkungs- und Erdfallgebieten. eine Ingenieurgeologie des Karstes, 1990